# Разследванията на Хлорофил
Приключенията на Хлорофил (на френски: Les Enquêtes de Chlorophylle) е френско-канадска детска телевизионна копродукция, чиито продуценти са Damned Productions (Париж), La Société Française de Production, Франс 3, Productions Espace Vert (Монреал) и Logos Distribution. Детското филмче се излъчва в периода 1992-1993 .

## „Разследванията на Хлорофил“ В България
В България сериалът се излъчва по Канал 1 и Ефир 2 в началото на 90-те години на двадесети век. Повторното излъчване на сериала е по TV2, през 2008. В дублажа участва Живка Донева.